# سرخ

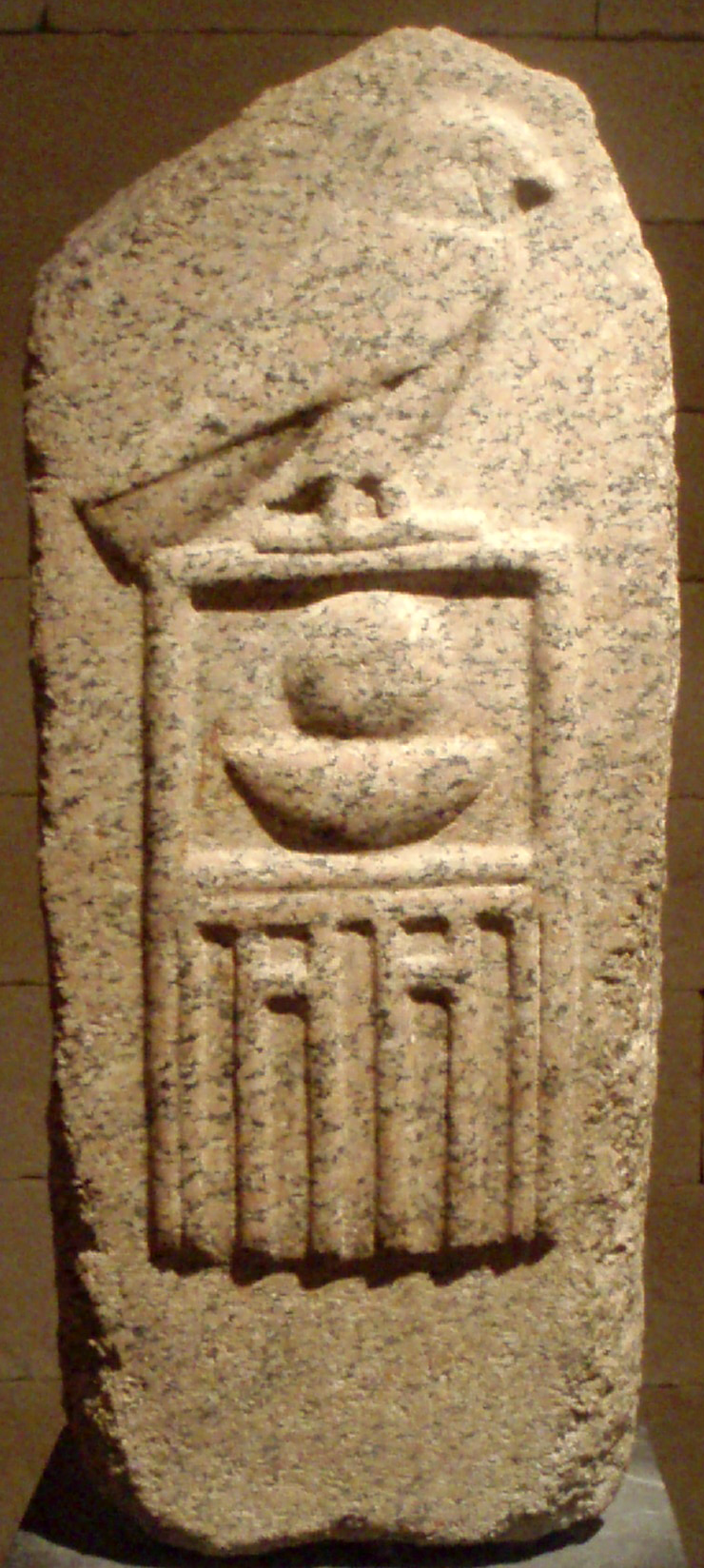
السرخ; متحف متروبوليتان، نيويورك.

السِرخ (بالمصرية القديمة srḫ): هو شكل مصغر لواجهة قصر فرعون تحمل اسم الملك ويقف عليها حورس في هيئة الصقر؛ لوحة تعبر عن النبالة وترمز إلى الحاكم. اتبع هذا التشكيل في الأسرة المصرية الأولى لكتابة اسم الفرعون فيما يسمى اسم حورس لفرعون.
وفقاً للأسطورة المصرية القديمة، أسطورة إيزيس وأوزوريس فقد كان حورس ابنهما. وتقول الأسطورة أن ست أخو أوزوريس قد قام بقتله، ثم انتقم حورس لأبيه عندما كبر. ويصور حورس في شكل الصقر.
تسرد الأسطورة أن إيزيس أعادت أوزوريس للحياة لفترة قصيرة ليتم نكاحها معه لتنجب منه حورس. وبعد النكاح صعد أوزوريس إلى السماء وأصبح حاكم الآخرة، وأما حورس فأصبح الحاكم على الأرض. لهذا كان الفرعون على مر العصور يمثل حورس في حكم الأرض.
الصورة: تبين إطاراً فوق تشكيل واجهة القصر وبداخلها اسم الملك «نب رع» بمعنى «رع السيد».ويقف حورس (الصقر) فوقه. أي أن الفرعون يمثل حكم حورس على الأرض.

## بالهيروغليفية
| S29 | D21 · Aa1 | O33 |

srḫ 

 سرخ
أو كتابة أخرى أقل استعمالاً:
| G5 | nb | O12 | pr |
حور نب عاح 
Ḥr nb-ˁḥ 

ومعناه «حورس، سيد القصر»

## تفاصيل السرخ

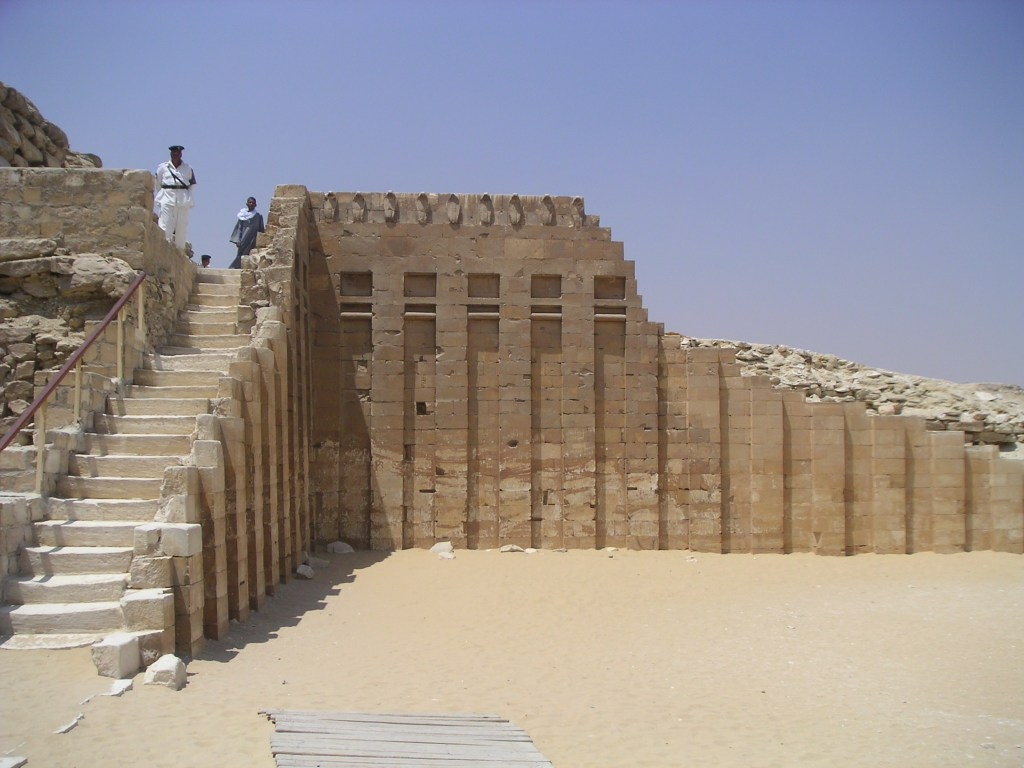
شكل واجهة القصر تشكل السرخ (من مجمع هرم زوسر)

يشكل السرخ بمربع مستطيل يكتب بداخله الاسم الشخصي للفرعون ويقف عليه حورس الصقر. وبينما يبين الجزء العلوي منه بهو القصر فيمثل جزؤه السفلي واجهة القصر التي تتكون من عدد من النيشات والأعمدة. فقد كانت واجهة القصر أيام بدء حكم الفراعنة رمزاً للفرعون. وكلمة فرعون بالمصرية القديمة هي «بر عا» أو «بر عو» ومعناها حرفياً البيت العالي.
(ملحوظة: كان السلطان العثماني أيضاً يسمى «الباب العالي»).
كان السرخ يستخدم لكتابة اسم الفرعون (اسم حورس) خلال عهد الأسرات الأولى، ثم تطور بعد ذلك فكان اسم الفرعون يكتب داخل خرطوش (هيروغليفية) .

## لوحة الفرعون «الثعبان»

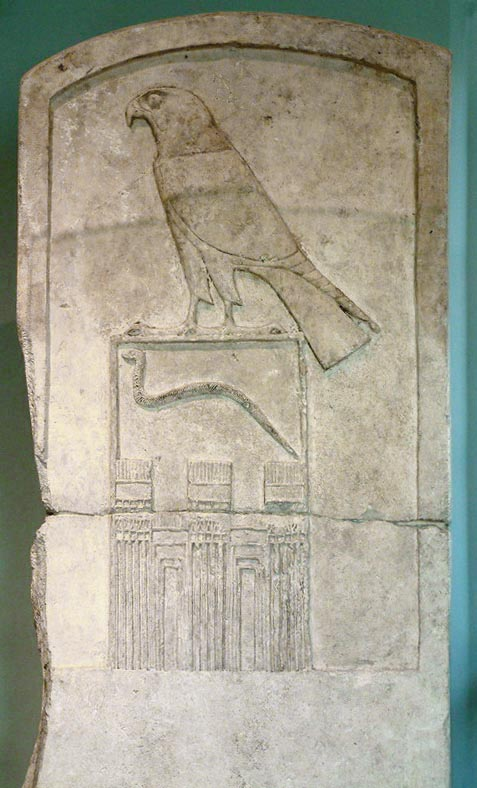
سرخ الفرعون جت (الثعبان) من عهد الأسرة الأولى.

يحيط السرخ باسم الملك ويتوجه من أعلى حورس. تلك اللوحة بارتفاع 143 سنتيمتر وعرضها 65 سنتيمتر، ووجدت في المقبرة بأبيدوس، ومحفوظة حالياً في متحف اللوفر، بباريس.

## أشكال مختلفة للسرخ
عرف الفرعون عقرب الأول - من عصر ما قبل الأسرات - من كتابة بالحبر على قارورتين فخاريتين مزينتين بالسرخ وعليه الصقر.
كذلك وجد اسم الملك مينا على لوحة نعرمر (مينا) مكتوباً في سرخ.
كما يوجد تشكيل آخر استخدم نادراً وفيه استبدل صقر حورس برمز ست فوق السرخ، مما يدل على المرتبة العالية للإله ست، رمز العنف والقوة والجبروت. كان بعض الفراعنة يستعين بالإله ست في محاربة الأعداء.
كذلك يوجد تشكيل نادر للسرخ وعليه الاثنان: صقر حورس وست. وربما يشير ذلك إلى توحيد القطرين المصريين، وهذا معروف لملك واحد فقط وهو خع سخموي.
كما عثر على لوحة لحاكم من عصر ما قبل الأسرات وعلى السرخ صقرين لحورس، ولهذا سمي هذا الفرعون «الصقرين».

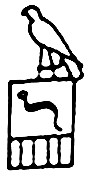
سرخ جت وعليه صقر حورس
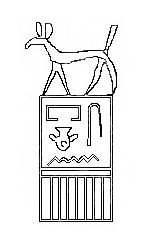
سرخ برايب سن وعليه حيوان يمثل ست
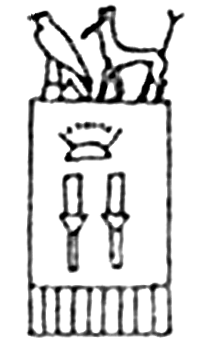
سرخ خع سخموي وعليه صقر حورس وست
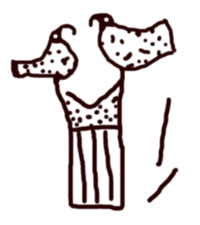
سرخ الملك المعروف باسم الصقر المزدوج " وعليه صقرين لحورس

## اقرأ أيضاً
- اسم حورس
- خرطوش (هيروغليفية)
- اسم ذهبي
- قائمة ملوك مصر القديمة